# Bodegas de la viña Santa Carolina

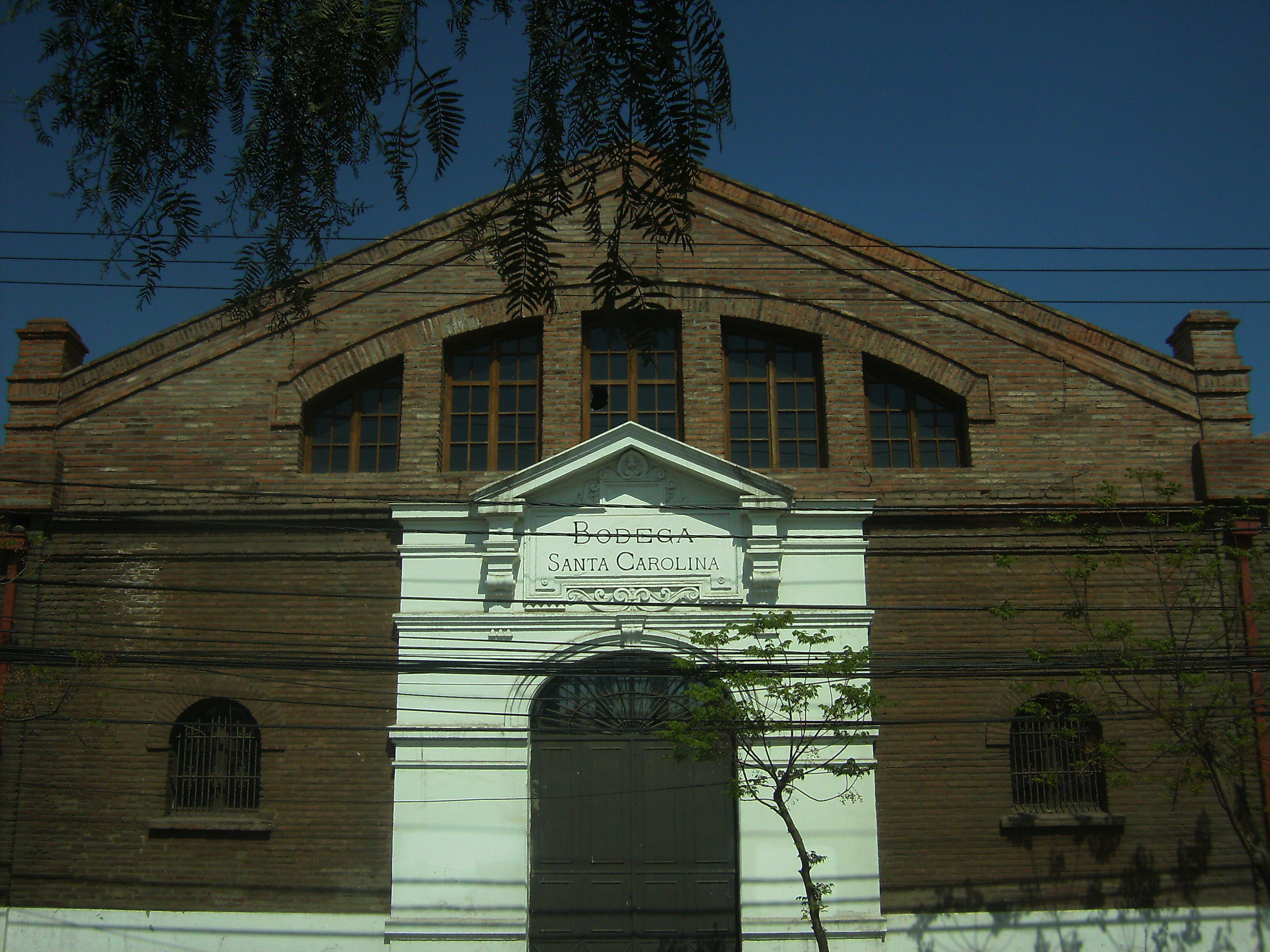
Frontis central

Las bodegas de la viña Santa Carolina son un conjunto de edificaciones, pertenecientes a la empresa homónima, ubicadas en Avenida Rodrigo de Araya, declaradas Monumento Nacional de Chile.  Si bien actualmente están en el sector industrial de Vicuña Mackenna y rodeado de conjuntos habitacionales, originalmente eran viñedos que se extendìan por la zona que actualmente es parte de Ñuñoa y Macul. El terreno de estas viñas llegó a abarcar desde la actual avenida Vicuña Mackenna hasta Pedro de Valdivia y hasta el Zanjón de la Aguada por el sur, en la zona rural que comenzaba inmediatamente al sur de la vía férrea que circundaba Santiago. Fueron usados por la empresa vinera homónima hasta 1967 cuando se realizó la última vendimia en la viñas cercanas, antes de ser eliminadas para construir proyectos inmobiliarios. 
Las bodegas fueron declaradas Monumento Histórico Nacional en 1973 mediante Decreto S. 936 y en 1996 por el DS 610. Sus instalaciones se usan para realizar tours y eventos.

## Historia

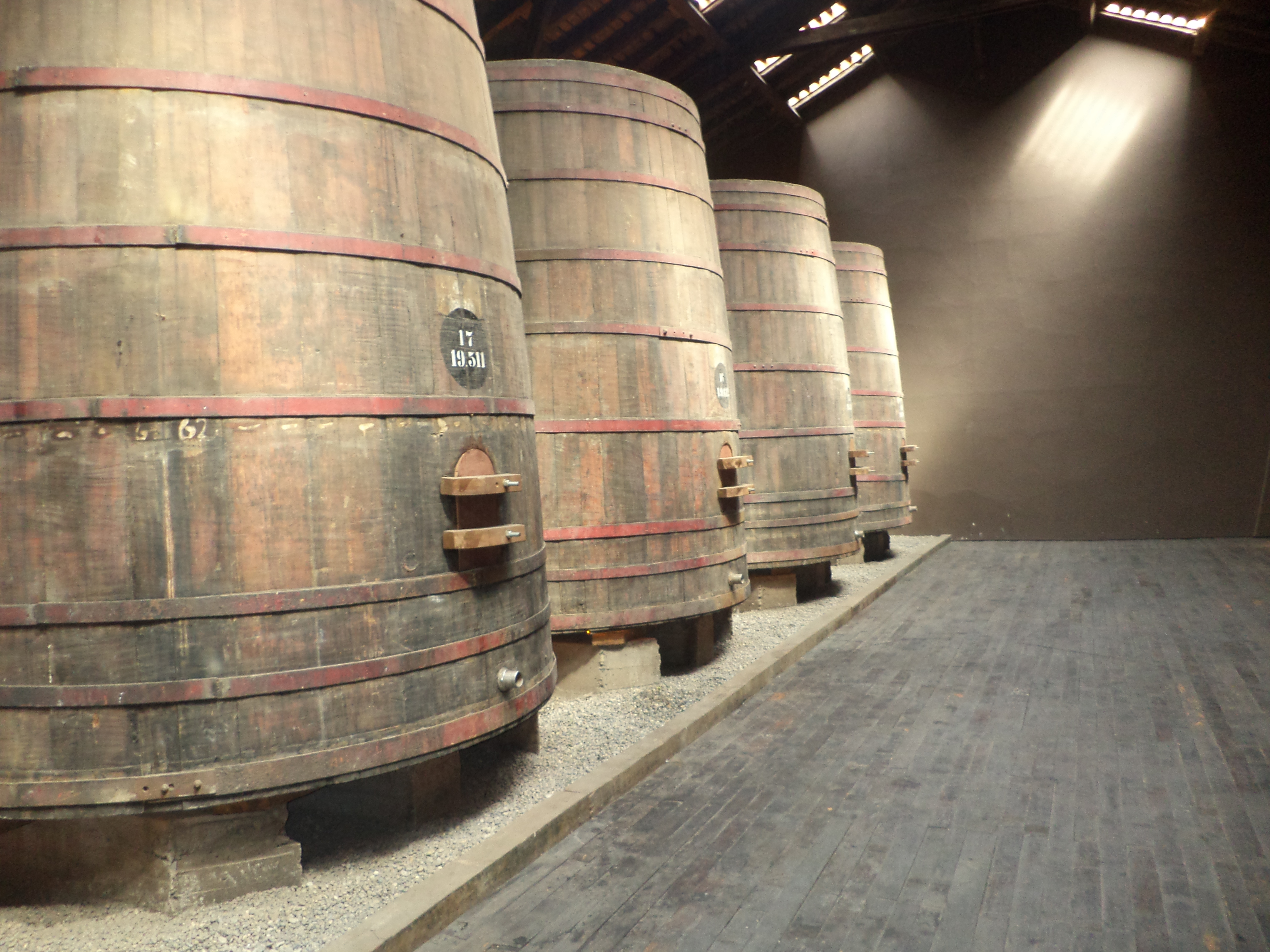
Toneles en la bodega subterránea aún en uso

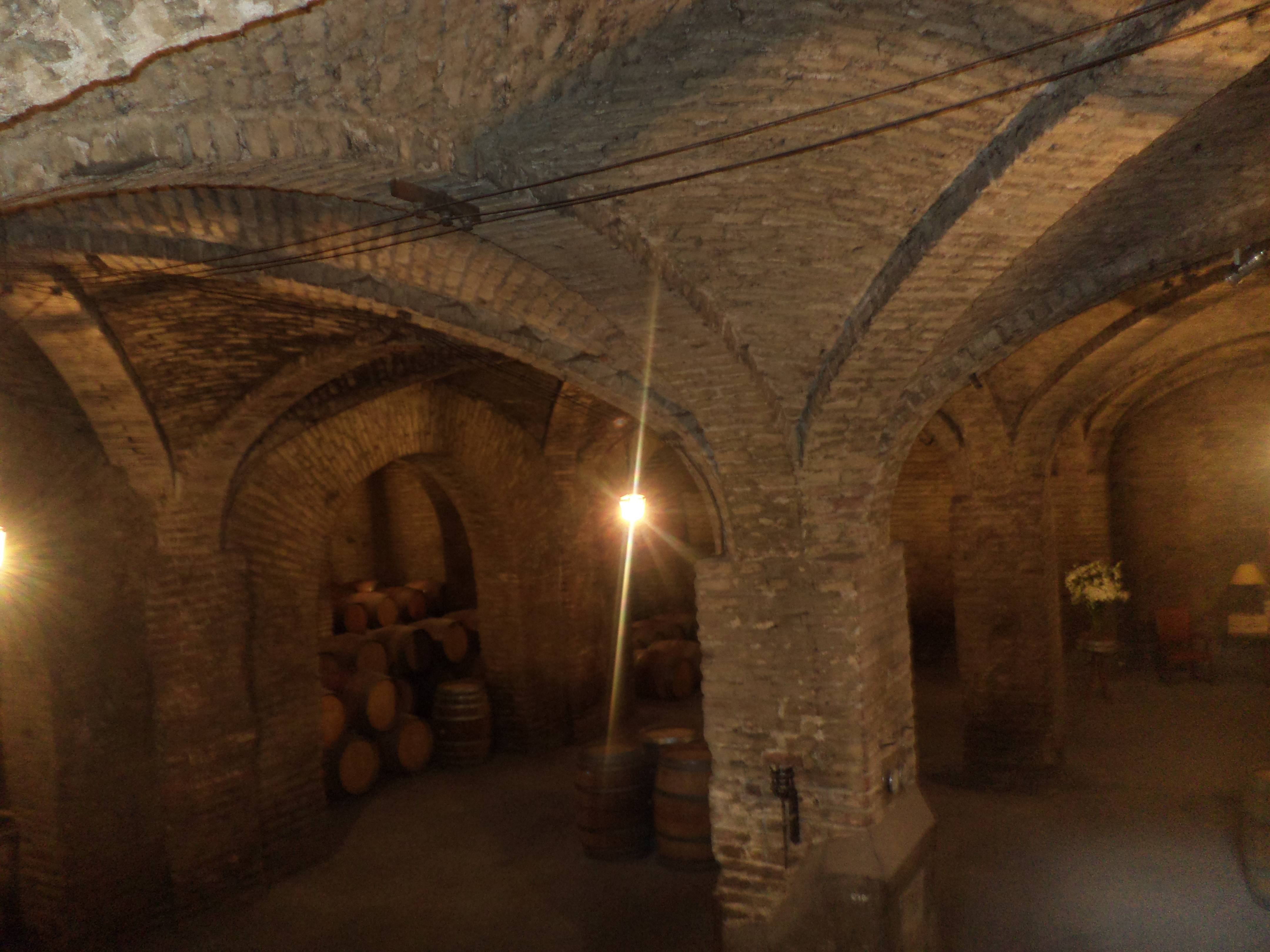
La bodega subterránea ha resistido bien todos los grandes sismos chilenos

La viña fue fundada en el año 1875 por el empresario minero, don Luis Pereira Cotapos, quien la bautizo con dicho nombre,  en honor a su señora Carolina Iñiguez. La construcción de las bodegas se realizó en tres etapas:
- Entre 1877 y 1880[4] se construye el núcleo central de bodegas de superficie, formadas por tres naves en forma de U abierta hacia el Norte, y la bodega subterránea. En el edificio de la superficie los materiales empleados fueron el adobe en los espesos muros (de un metro); y  madera aislada con barro que sustentan teja chilena en los techos. La bodega subterránea, está formada por una bóveda de ladrillo en forma de arco carpanel, con muros de piedra canteada y el piso fue de simple de tierra apisonada. El objetivo fue mantener las temperaturas estables para facilitar el envejecimiento del vino.

- En 1888 se techa el patio de las bodegas de superficie, con ladrillos unidos con mortero de cal y arena, y se amplia el subterráneo.

- En 1898 el arquitecto Emilio Doyère, el mismo que había proyectado Palacio de los Tribunales, y la Biblioteca del Congreso ,  agregó la actual fachada de siete frentes en estilo neoclásico.

El edificio ha soportados todos los terremotos que han afectado la zona central de Chile, sin embargo el sismo de 2010 destruiría parte del frente central que da hacia la calle Rodrigo de Araya.
La empresa usa las instalaciones tanto para la realización de eventos y giras de turistas como para seguir procesando los mostos, principalmente el subterráneo, lugar ideal para añejar el vino de mayor calidad dado que mantiene estable las características de temperatura y humedad.

## Casa del enólogo

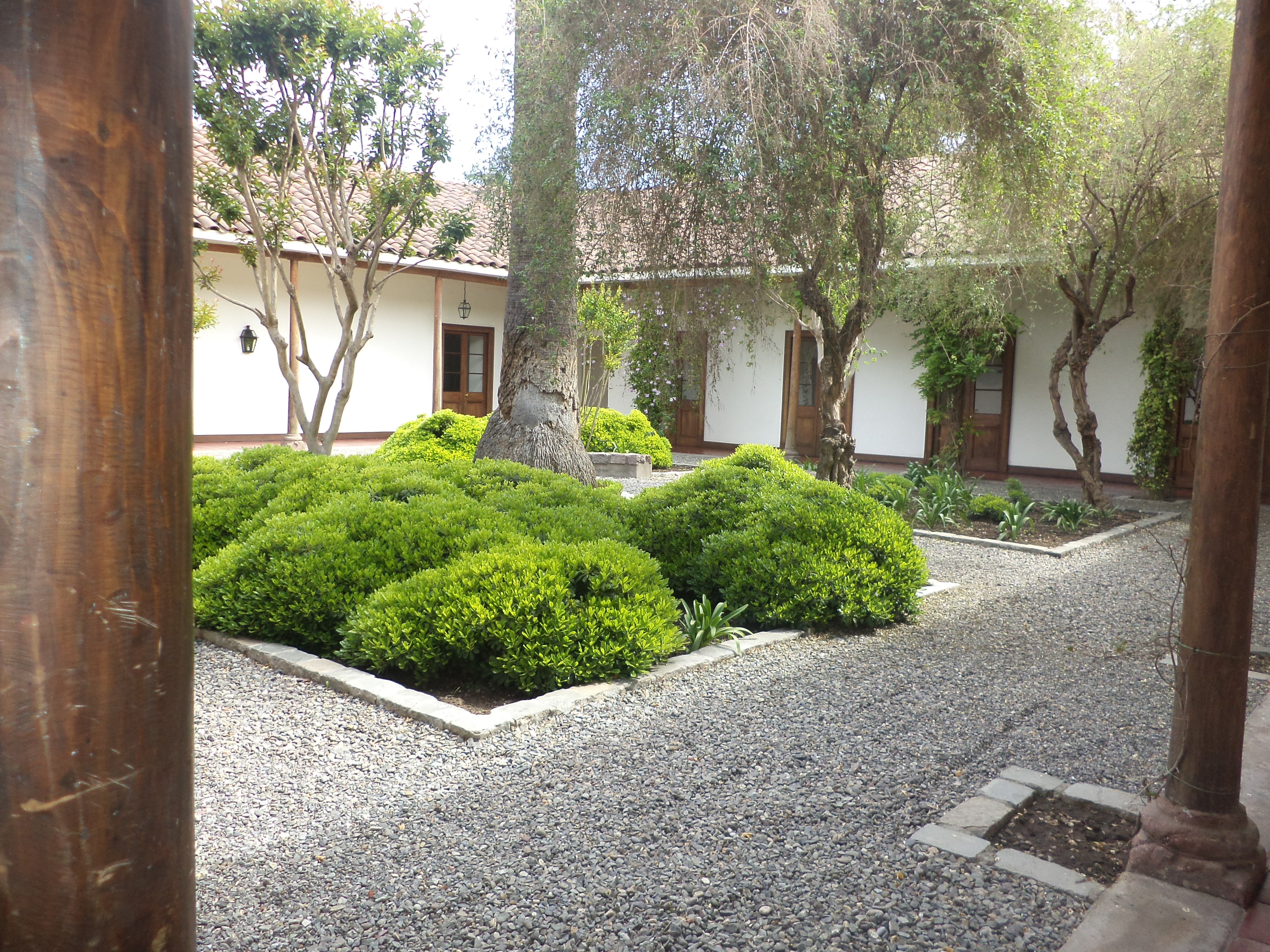
Casa construida para el enólogo Germain Bachelet

Cuando don Luis Pereira Cotapos plantó la viña buscó en Francia un enólogo que se hiciera cargo de crear los vinos, eligiendo a Germain Bachelet, quien llegó a vivir en una casa de estilo criollo chileno construida al lado de la bodega. La casa construida en el mismo estilo que las casas coloniales chilenas tiene amplios corredores sostenido por pilares de madera y techo de tejas.
Dicha casa se mantendría como oficina hasta el terremoto de 2010. La casa actualmente sirve como museo para visitas de turistas.

## Galería

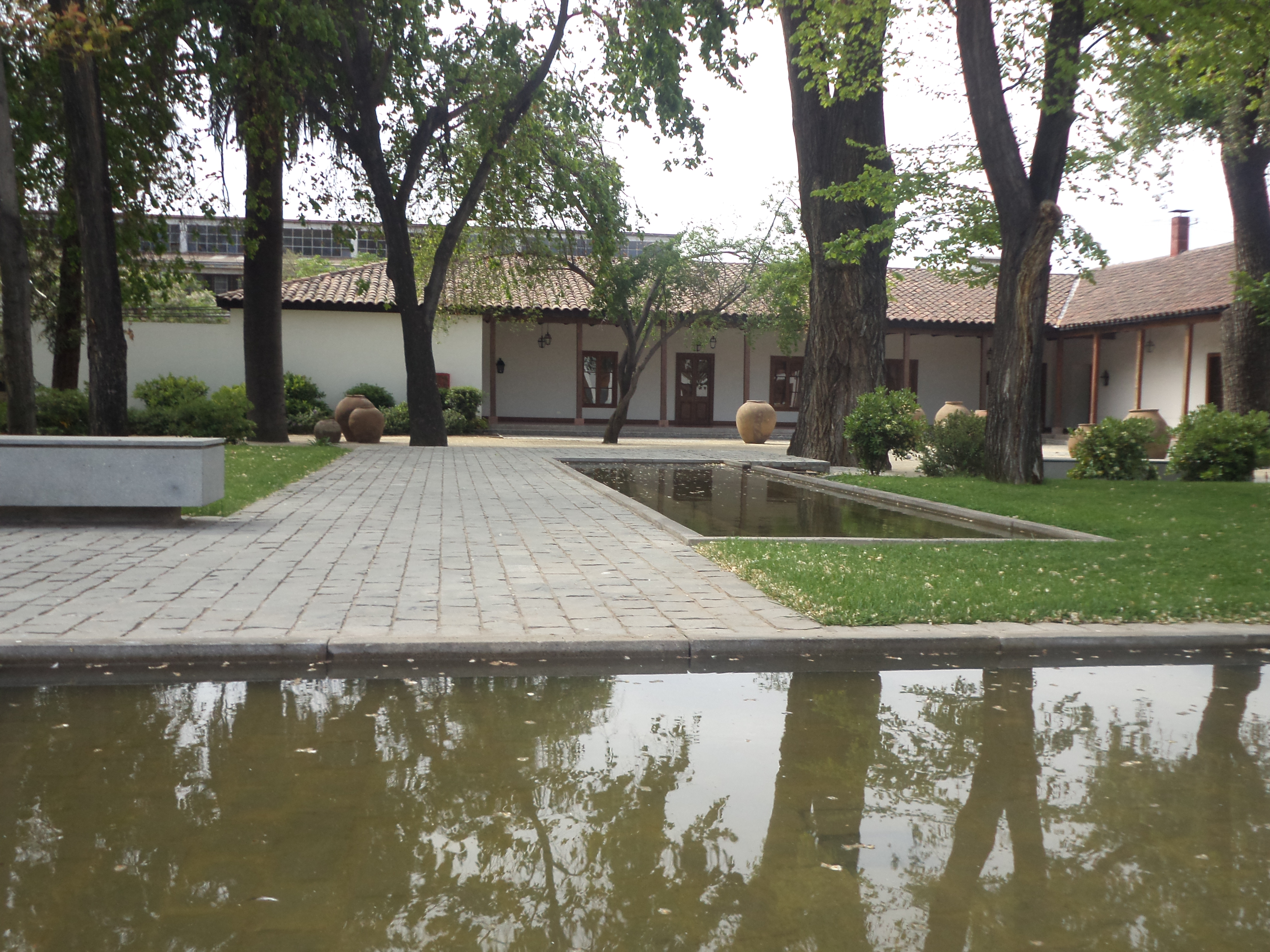
Visión externa de la casa del enólogo.
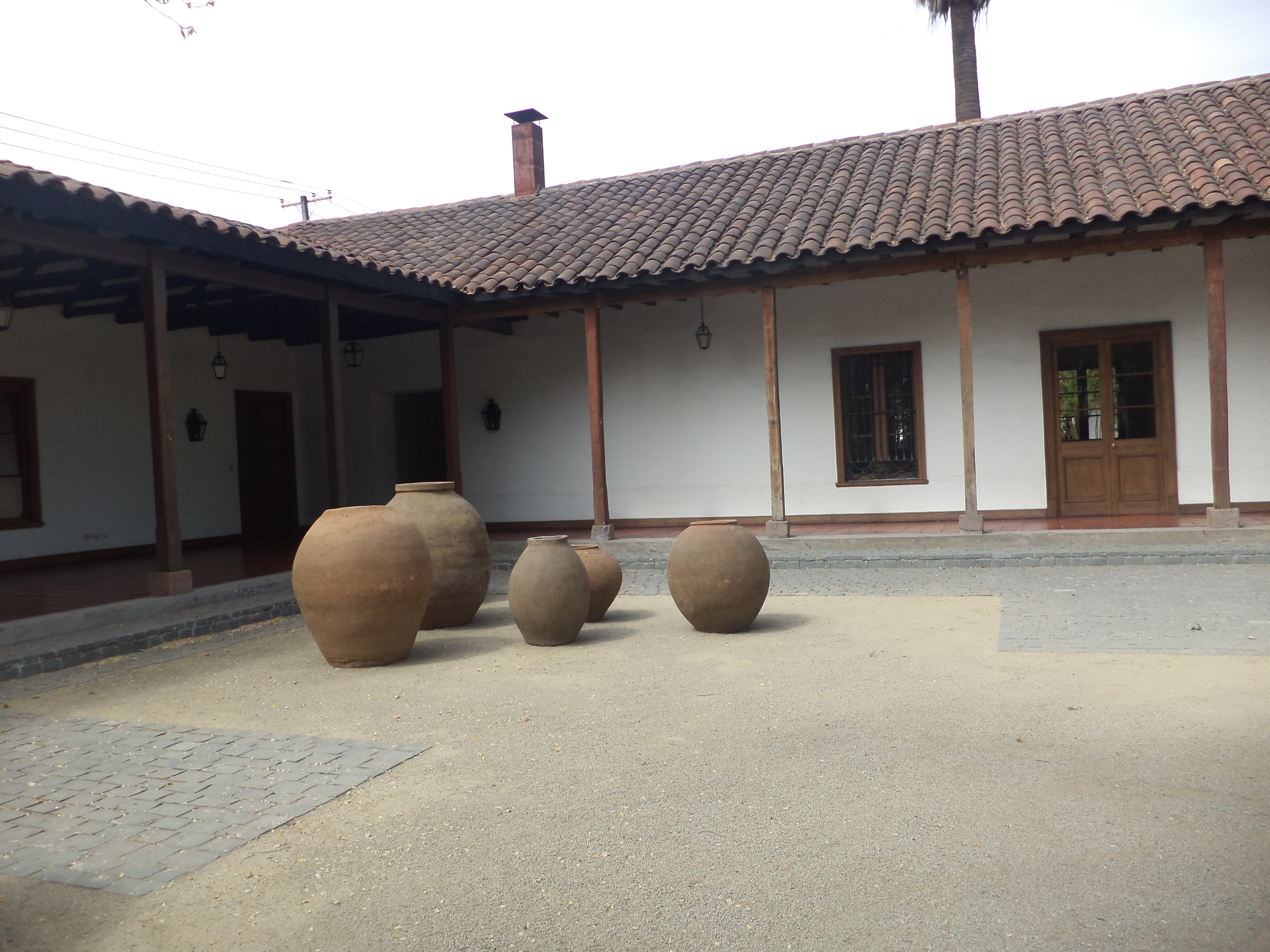
Patio de las tinajas
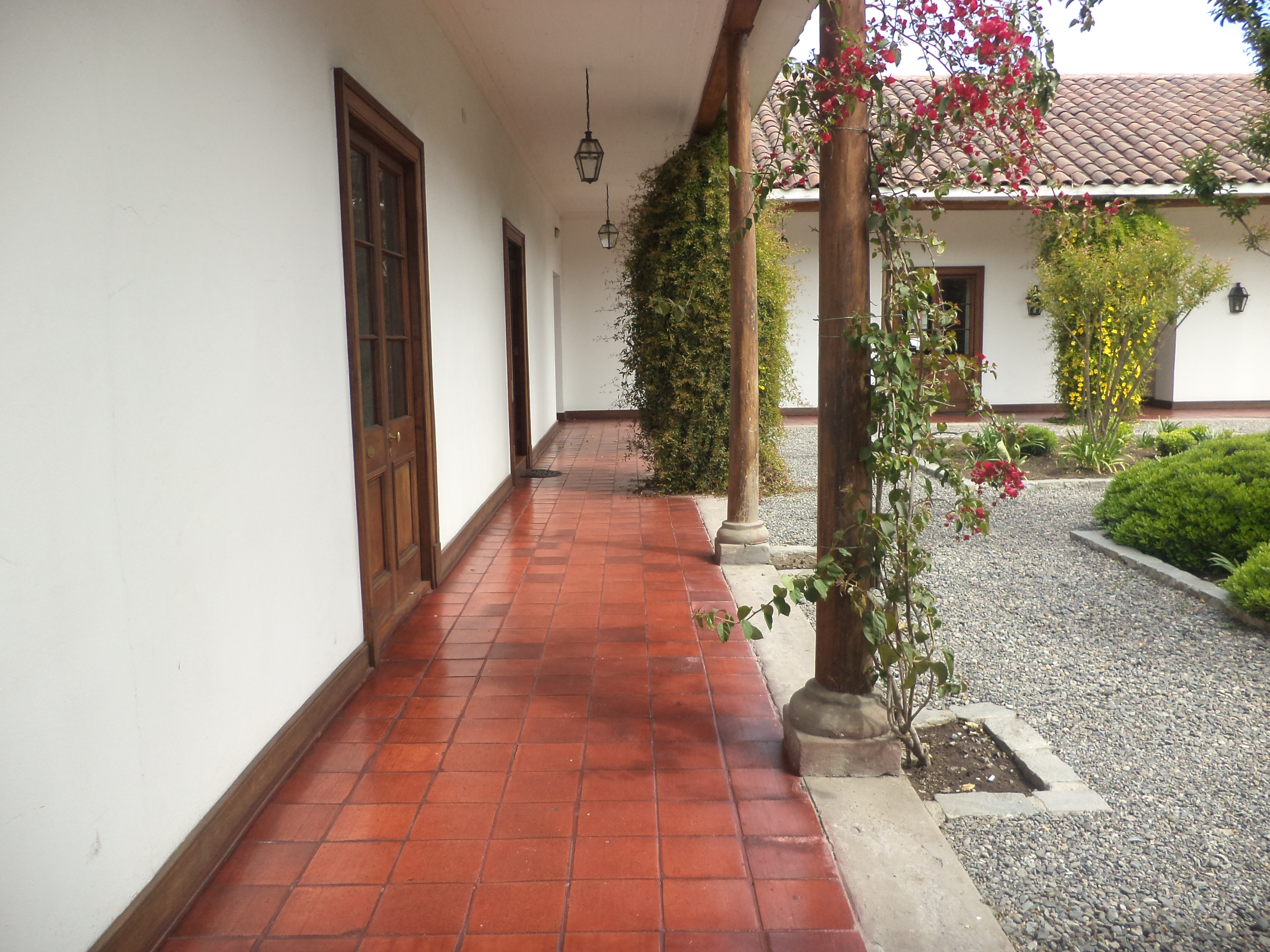
Corredores típicos de arquitectura chilena.
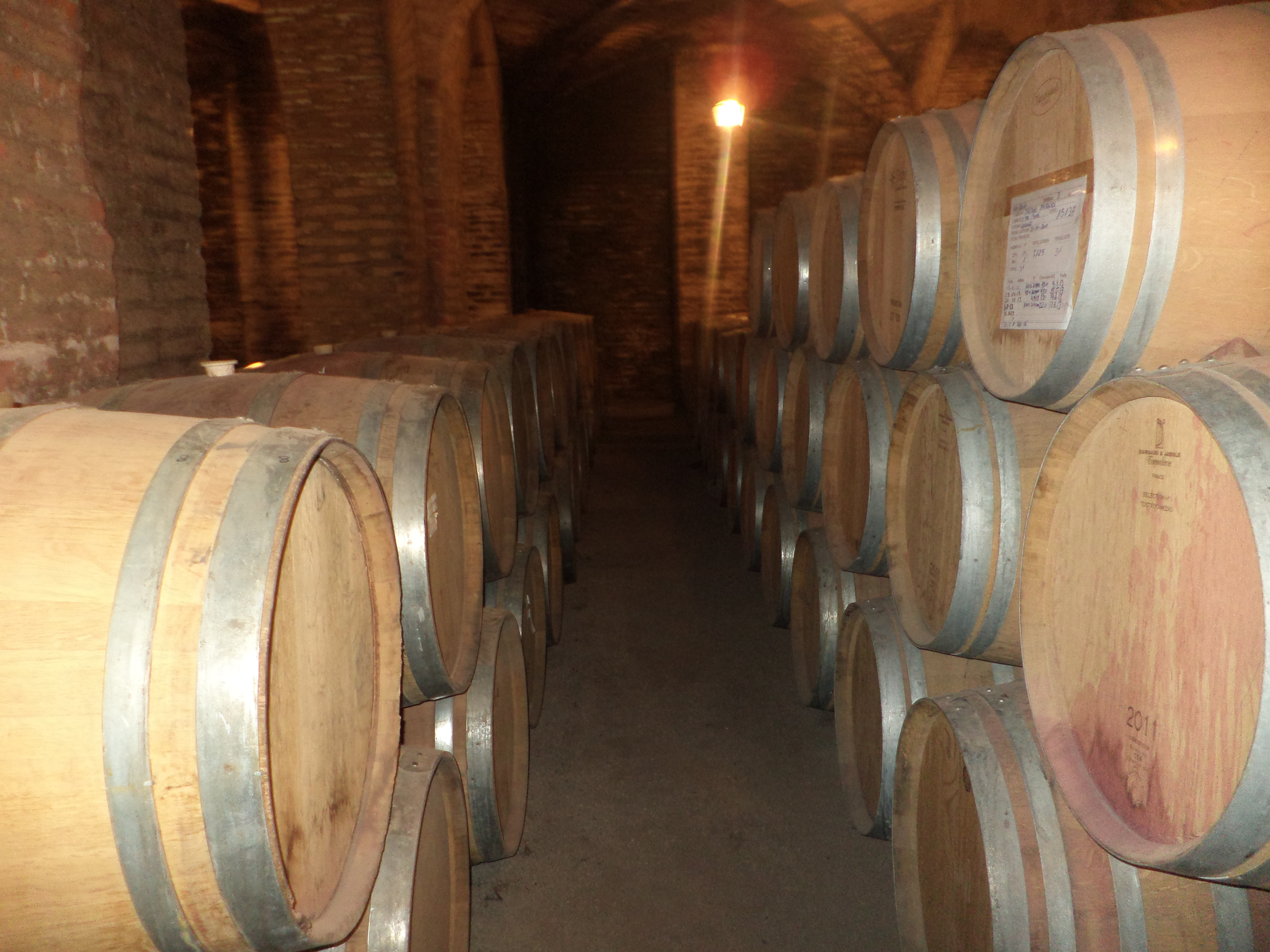
Vinos en proceso de envejecimiento.
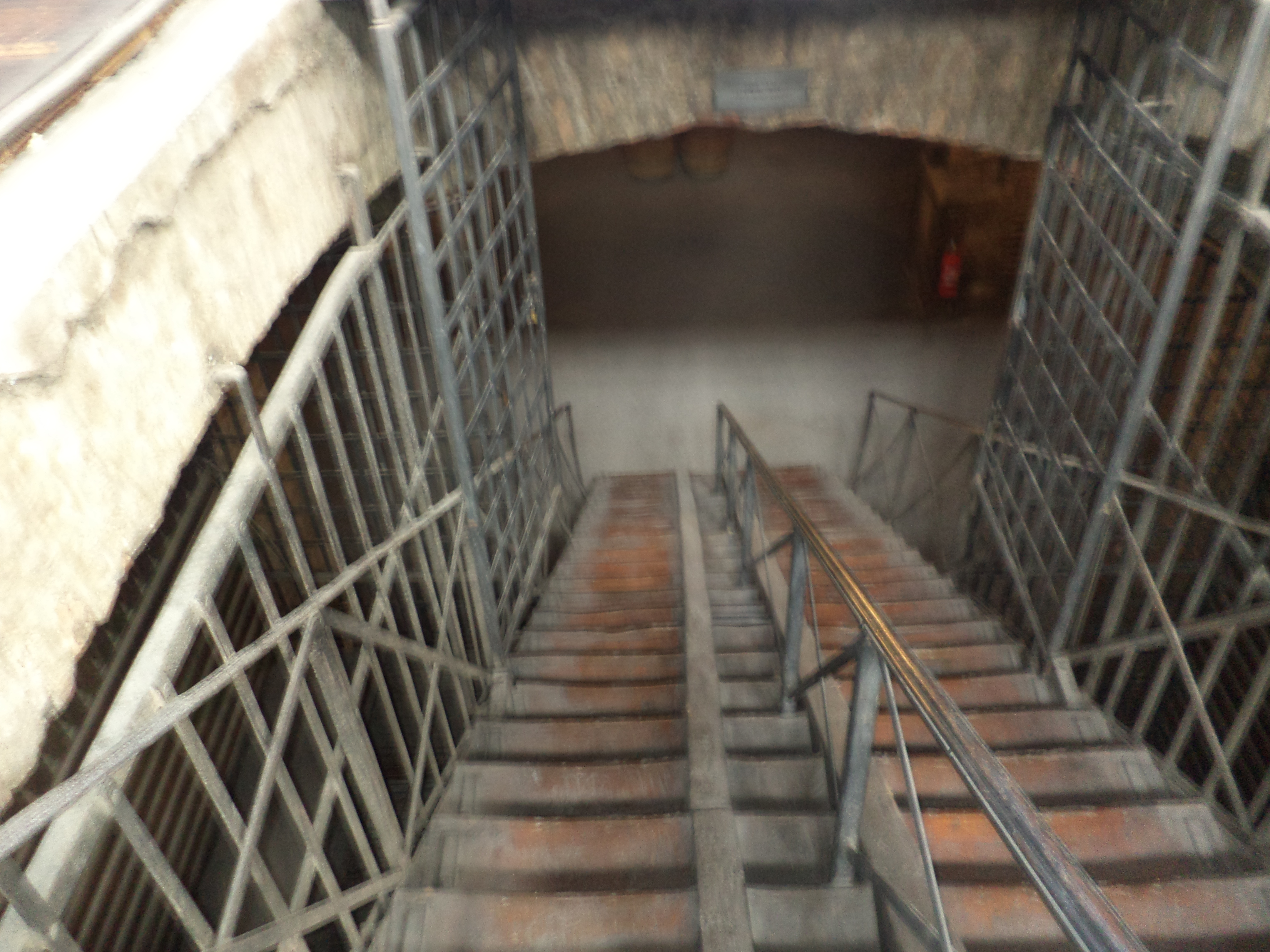
Vieja escala aun en uso hacia bodega.
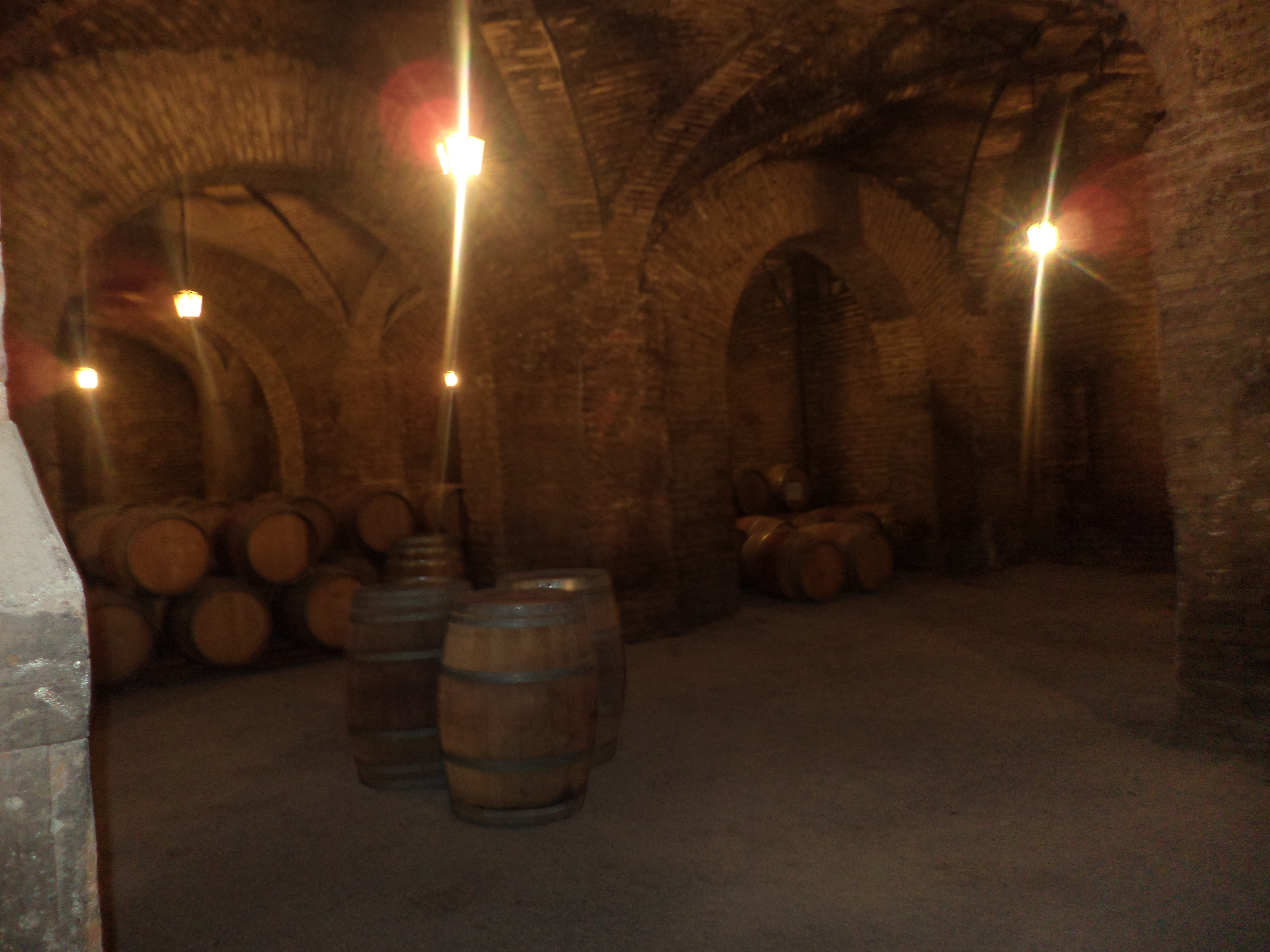
Arquitectura de la bodega.